# 兵庫県道548号楽々浦玄武洞豊岡線
兵庫県道548号楽々浦玄武洞豊岡線（ひょうごけんどう548ごう ささうらぶどうとよおかせん）は、兵庫県豊岡市を通る一般県道である。

## 概要
豊岡市城崎町楽々浦から豊岡市小田井町に至る。円山川下流の右岸に沿って走る。対岸の兵庫県道3号豊岡瀬戸線とは違い、山に沿って走るような位置にある。

### 路線データ
- 起点：豊岡市城崎町楽々浦（兵庫県道9号豊岡竹野線バイパス交点）
- 終点：豊岡市小田井町（堀川橋西詰交差点、兵庫県道3号豊岡瀬戸線交点）
- 総延長：9.150 km

## 歴史
- 2022年（令和4年）3月11日 - 県道戸島玄武洞豊岡線が県道楽々浦玄武洞豊岡線に路線名が変更され、同時に起点が楽々浦に変更となる[1]。なお、楽々浦 - 戸島間は予定地であり未供用である[2]。
- 2023年（令和5年）4月29日 - 豊岡市赤石（1.7 km）の拡幅が完成する[3]。

## 路線状況

### 重複区間
- 兵庫県道9号豊岡竹野線（豊岡市城崎町戸島）

### 道路施設

#### 橋梁
- 森橋（金剛寺川、豊岡市）
- 六方橋（六方川、豊岡市）
- 堀川橋（円山川、豊岡市）

## 地理

### 通過する自治体
- 豊岡市

### 交差する道路
| 交差する道路                       | 交差する場所 | 交差する場所            |
| ---------------------------------- | ------------ | ----------------------- |
| 兵庫県道9号豊岡竹野線 / バイパス   | 城崎町楽々浦 | 起点                    |
| 未供用区間                         |              |                         |
| 兵庫県道9号豊岡竹野線 重複区間起点 | 城崎町戸島   |                         |
| 兵庫県道9号豊岡竹野線 重複区間終点 | 城崎町戸島   |                         |
| 国道178号                          | 森           | 豊岡大橋東交差点        |
| 兵庫県道239号下宮六地蔵線          | 六地蔵       |                         |
| 兵庫県道3号豊岡瀬戸線              | 小田井町     | 堀川橋西詰交差点 / 終点 |

### 交差する鉄道
- 北近畿タンゴ鉄道宮津線

### 沿線
- 円山川
- 玄武洞
- 豊岡市立田鶴野小学校